# Billy the Kid (1930)
Billy the Kid is een Amerikaanse western uit 1930 onder regie van King Vidor. 

## Verhaal
Billy the Kid jaagt op de moordenaars van zijn beschermheer. Hij gaat het pad van de misdaad op en vlucht naar Mexico. Sheriff Pat Garrett wil hem laten boeten voor zijn misdaden.

## Rolverdeling
| Acteur            | Personage       |
| ----------------- | --------------- |
| Johnny Mack Brown | Billy           |
| Wallace Beery     | Garrett         |
| Kay Johnson       | Claire          |
| Karl Dane         | Swenson         |
| Wyndham Standing  | Tunston         |
| Russell Simpson   | McSween         |
| Blanche Friderici | Mevrouw McSween |
| Roscoe Ates       | Old Stuff       |
| Warner Richmond   | Ballinger       |
| James A. Marcus   | Donovan         |
| Nelson McDowell   | Hatfield        |
| Jack Carlyle      | Brewer          |
| John Beck         | Butterworth     |
| Chris-Pin Martin  | Santiago        |
| Marguerita Padula | Nicky Whoosiz   |